# 秦州直隸州
秦州直隸州，清代設置的甘肅省直隸州。

秦州在甘肃省的位置（1820年）

雍正七年（1729年），升秦州為直隸州，降巩昌府屬之徽州為縣，與所領兩當縣來屬。領縣五：秦安縣、清水縣、禮縣、徽縣、兩當縣。